# ケミンマー
ケミンマー（フィンランド語: Keminmaa）は、フィンランド・ラッピ県の基礎自治体（クンタ）。ケミ＝トルニオ郡に属する。
2021年12月末の時点で人口は7903人。総面積は647.24平方キロで、うち20.73平方キロは水域で占められる。人口密度は1平方キロあたり12.6人となっている。

## 村落
- ヒルムラ (Hirmula)
- イルモラ (Ilmola)
- イタコスキ (Itäkoski)
- ヨキスー (Jokisuu)
- ラウリラ (Laurila)
- ラウティオサーリ (Lautiosaari)
- リエダッカラ (Liedakkala)
- マウラ (Maula)
- ポルホラ (Pörhölä)
- ルオッタラ (Ruottala) 大部分はトルニオに属する
- ソンプヤルヴィ (Sompujärvi)
- トルマ (Törmä)
- ヴィータコスキ (Viitakoski)

## 紋章
赤地に南京錠をくわえたサケが描かれている。

## 出身有名人
- ハンヌ・ティヒネン - サッカー選手
- パーヴォ・ヴァイリネン - 政治家
- ペーテル・フランゼン - 俳優
- トミ・プターンスー - ロックバンド「ローディ」のボーカル。当地で幼少期を過ごした